# Такташи
Такташи — деревня в Мишкинском районе Курганской области России. Входит в состав городского поселения Мишкино.

## География
Деревня находится на западе Курганской области, в пределах юго-западной части Западно-Сибирской равнины, в лесостепной зоне, на западном берегу озера Такташинского, на расстоянии примерно 8 километров (по прямой) к северо-западу от Мишкина, административного центра района. Абсолютная высота — 160 метров над уровнем моря.

### Климат
Климат характеризуется как континентальный, с холодной продолжительной малоснежной зимой и тёплым сухим летом. Среднегодовая температура — 2,1 °C. Средняя максимальная температура воздуха самого тёплого месяца 23 — 26 °C. Безморозный период длится 115—119 дней. Годовое количество атмосферных осадков — 370—380 мм.

## Население
| 1989 | 2002 | 2010 |
| ---- | ---- | ---- |
| 78   | ↗90  | ↘49  |

### Гендерный состав
По данным Всероссийской переписи населения 2010 года в гендерной структуре населения мужчины составляли 44,9 %, женщины — соответственно 55,1 %.

### Национальный состав
Согласно результатам Всероссийской переписи населения 2002 года, в национальной структуре населения русские составляли 96 %.